# Elles Bailey
Elles Bailey (Bristol, 1996) è una cantautrice britannica.

## Biografia
Elles Bailey ha esordito nell'industria discografica con l'album in studio Wildfire, pubblicato nella seconda metà del 2017. Tuttavia, soltanto col disco Shining in the Half Light (2022) è riuscita a ottenere degli esiti commerciali; difatti, l'LP è arrivato in cima alla Official Jazz & Blues Albums Chart britannica, nonché fatto l'ingresso nella Official Albums Chart al 42º posto.
Beneath the Neon Glow, uscito nell'agosto 2024, ha replicato il successo del disco precedente, risultando il disco jazz e blues più consumato della settimana e finendo al 12º posto della classifica britannica generale. A supporto del disco è stata avviata una tournée con tappe a partire dal mese seguente.

## Discografia

### Album in studio
- 2017 – Wildfire
- 2019 – Road I Call Home
- 2022 – Shining in the Half Light
- 2024 – Beneath the Neon Glow

### EP
- 2015 – Who Am I to Me
- 2016 – The Elberton Sessions
- 2021 – Sunshine City EP
- 2024 – Jordan (con la Redtenbacher's Funkestra)
- 2024 – The Night Owl and the Lark (con la Redtenbacher's Funkestra)

### Singoli
- 2017 – Wildfire
- 2017 – Same Flame
- 2017 – What If I
- 2018 – Medicine Man
- 2019 – Wild Wild West/What's the Matter with You
- 2019 – Little Piece of Heaven
- 2019 – Deeper
- 2019 – Angel from Montgomery
- 2019 – When I Go Away
- 2020 – Medicine Man
- 2020 – Woman like Me
- 2020 – Help Somebody
- 2020 – Wild Wild West
- 2020 – Crowded Table
- 2020 – You Are Not Alone
- 2020 – Silent Night (con Lady Nade)
- 2021 – I Remember Everything
- 2021 – Love Is Gonna Win
- 2021 – Cheats and Liars
- 2021 – Stones
- 2022 – The Game
- 2022 – Riding Out the Storm
- 2023 – Hole in My Pocket
- 2023 – Spinning Stopped
- 2023 – Over the Hill
- 2023 – Devil Claims His Prize
- 2023 – Long Road Ahead
- 2023 – Mumma and Me (con la Redtenbacher's Funkestra)
- 2023 – Lean on My Love (con la Redtenbacher's Funkestra)
- 2024 – Bring It On (con la Redtenbacher's Funkestra)
- 2024 – Enjoy the Ride
- 2024 – Leave the Light On
- 2024 – If This Is Love
- 2024 – Ballad of a Broken Dream
- 2024 – 1972
- 2024 – Truth Ain't Gonna Save Us
- 2024 – Next Time Around (con i Noble Jacks)
- 2025 – Silhouette in a Sunset
- 2025 – Who Needs the Weather